# (49298) 1998 VS5
(49298) 1998 VS5 es un asteroide que forma parte del cinturón de asteroides y fue descubierto por J. V. McClusky el 2 de noviembre de 1998 desde  Fair Oaks Ranch,  Estados Unidos.

## Designación y nombre
Designado provisionalmente como 1998 VS5.

## Características orbitales
(49298) 1998 VS5 está situado a una distancia media del Sol de 2,649 ua, pudiendo alejarse hasta 2,700 ua y acercarse hasta 2,598 ua. Su excentricidad es 0,019 y la inclinación orbital 22,401 grados. Emplea 1575,01 días en completar una órbita alrededor del Sol.
Pertenece a la familia de asteroides de (480) Hansa

## Características físicas
La magnitud absoluta de (49298) 1998 VS5 es 14,90. 